# ATI Technologies
ATI Technologies Inc. (gdzie ATI jest skrótem od Array Technologies Incorporated) – kanadyjski producent układów scalonych, znany głównie ze swoich kart graficznych. Notowany na giełdach w Toronto i NASDAQ.
ATI udało się przełamać monopol NVIDII na akceleratory 3D do komputerów typu desktop, wprowadzając na rynek, jako konkurencję dla kart GeForce, karty graficzne serii Rage, a później dużo wydajniejsze Radeony. W 1998 roku firma ATI przejęła firmę Tseng Labs. Około roku 2003 ATI zaczęło sprzedawać swoje chipsety do płyt głównych (mostki południowy/północny), a wcześniej dostarczała zintegrowane układy graficzne.
W lipcu 2006 ATI zostało przejęte przez firmę AMD za 5,4 miliarda dolarów. Intel przewidując wykupienie ATI przez AMD, konkurencyjne dla tej pierwszej, nie przedłużył licencji ATI na produkcję chipsetów dla swoich mikroprocesorów.

## Chipsety ATI z seriiRadeon Xpress(mostki północne)
- Radeon Xpress 200
- Radeon Xpress 11xx seria dla procesorów firmy AMD
  - Radeon Xpress 1100
  - Radeon Xpress 1150
- CrossFire Xpress seria 1600
- CrossFire Xpress seria 3200

## Chipsety ATI z serii „SB” (mostki południowe)
- ATI SB600
- ATI SB700
- ATI SB710
- ATI SB750
- ATI SB850